# Урало-Тянь-Шаньский складчатый пояс
Урало-Тянь-Шаньский складчатый пояс — западная и юго-западная часть Урало-Монгольского геосинклинального пояса. Время возникновения — Пермский период. Состоит из двух складчатых систем — Уральской и Юго-Тянь-Шанской, наиболее активно развивались в палеозое.
Урало-Тянь-Шаньский складчатый пояс включает Урал, Тянь-Шань, Алтай и Западно-Сибирскую плиту.